# 안드류스 쿠빌류스

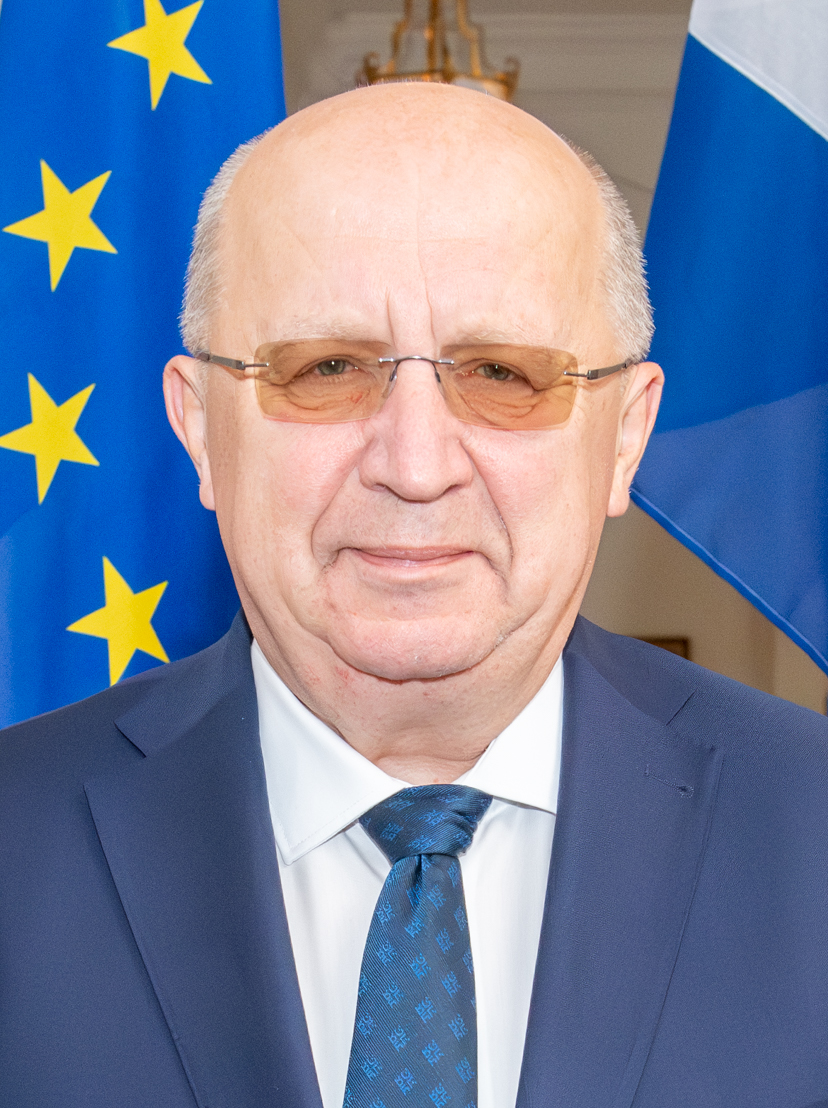
안드류스 쿠빌류스

안드류스 쿠빌류스(리투아니아어: Andrius Kubilius, 1956년 12월 8일 빌뉴스 ~ )는 리투아니아의 정치인이다. 소속 정당은 조국연합-리투아니아 기독교민주당이다.
1979년 빌뉴스 대학교 물리학과를 졸업했다. 1988년에는 소련의 지배를 받고 있던 리투아니아의 독립을 지지하는 정치적인 운동인 사유디스 운동에 참여했다. 1992년 11월 25일부터 2000년 10월 18일까지 리투아니아의 의회인 세이마스의 의원을 역임했다. 1993년에는 조국연합-리투아니아 기독교민주당에 입당했다. 1999년 11월 3일부터 2000년 10월 26일까지, 2008년 12월 9일부터 2012년 12월 13일까지 리투아니아의 총리를 역임했다.